# Гроздьово
Гро́здьово (болг. Гроздьово) — село у Варненській області Болгарії. Входить до складу общини Долішній Чифлик.

## Населення
За даними перепису населення 2011 року у селі проживали 2427 осіб.
Національний склад населення села:
| Національність   | Кількість осіб | Відсоток |
| ---------------- | -------------- | -------- |
| болгари          | 1047           | 45,3%    |
| турки            | 1020           | 44,1%    |
| цигани           | 227            | 9,8%     |
| інша             | 9              | 0,4%     |
| не визначились   | 9              | 0,4%     |
| Всього відповіли | 2312           |          |

Розподіл населення за віком у 2011 році:
Динаміка населення: